# Ⲳ
Pour les articles homonymes, voir Alef.
Cette page contient des caractères spéciaux ou non latins. S’ils s’affichent mal (▯, ?, etc.), consultez la page d’aide Unicode.
Ⲳ (minuscule : ⲳ), appelé alef du dialecte P, alef protosaïdique ou alef protothébien, est une lettre de l’alphabet copte utilisée dans l’écriture du copte, en particulier dans des manuscripts du dialecte P. Elle est dérivée d’une lettre de l’égyptien démotique.

## Utilisation
L’alef du dialecte P est utilisé, dans les manuscrits en dialecte P, principalement pour représenter le coup de glotte. Dans le Papyrus Bodmer VI, elle est utilisée de manière confondue avec le nē du dialecte P ‹ ⲻ › concurremment au nē ‹ ⲛ › ou avec la valeur d’alef.

## Représentations informatiques
L’alef du dialecte P peut être représenté à l’aide des caractères (Grec et copte, Copte) suivants :
| lettres   | représentations | chaînes de caractères | points de code | descriptions                           |
| --------- | --------------- | --------------------- | -------------- | -------------------------------------- |
| majuscule | Ⲳ               | Ⲳ                     | U+2CB2         | lettre majuscule copte alef dialecte-P |
| minuscule | ⲳ               | ⲳ                     | U+2CB3         | lettre minuscule copte alef dialecte-P |

## Sources
- (en) Michael Everson et Stephen Emmel, Revision of the Coptic block under ballot for the BMP of the UCS (no L2/04-130, N2744) (lire en ligne)
- Rodolphe Kasser, Papyrus Bodmer VI : Livres des Proverbes, Louvain, Secrétariat du CorpuSCO, coll. « Corpus Scriptorum Christianorum Orientalium 194, Scriptores Coptici 27 », 1960 (lire en ligne)